# Antimon(III)-sulfat
Antimon(III)-sulfat ist das Antimon-Salz der Schwefelsäure.

## Gewinnung und Darstellung
Antimon(III)-sulfat kann durch Reaktion von Antimon(III)-oxid mit heißer, konzentrierter Schwefelsäure hergestellt werden.
{\displaystyle {\ce {Sb2O3 + 3H2SO4 -> Sb2(SO4)3 + 3H2O}}}
 Antimon(III)-oxid und Schwefelsäure reagieren zu Antimon(III)-sulfat und Wasser 

## Reaktionen
Aus (basischem) Antimon(III)-sulfat lässt sich durch Kochen mit stark verdünnter Natriumcarbonatlösung wieder das Antimon(III)-oxid herstellen:

{\displaystyle \mathrm {Sb_{2}(SO_{4})_{3}+3\ Na_{2}CO_{3}+3\ H_{2}O\longrightarrow Sb_{2}O_{3}+3\ Na_{2}SO_{4}+3\ H_{2}CO_{3}} }
Antimon(III)-sulfat reagiert mit Natriumcarbonat und Wasser zu Antimon(III)-oxid, Natriumsulfat und Kohlensäure

## Sicherheitshinweise
Antimon und seine Verbindungen sind durch die  MAK-Kommission als krebserregend (Kategorie 2) und als keimzellenmutagen (Kategorie 3A) eingestuft werden.

## Nachweis
Die Antimon-Kationen des Antimon(III)-sulfats können mit der Marshschen Probe nachgewiesen werden.
Die Sulfat-Anionen können mittels des Sulfatnachweises mit einer wässrigen Lösung von Bariumchlorid nachgewiesen werden.